# マカオ培正中学
マカオ培正中学（マカオフイチンちゅうがく、中国語：澳門培正中學、ポルトガル語：Escola Secundária Pui Ching）は、マカオにあるバプテスト教会系の私立の小学校・中学・高等学校である。

## 出身者
- ジョセフ・クー - 声楽家
- 梁君培 - プロテスタント牧師